# Zespół Pieśni i Tańca „Kielce”
Zespół Pieśni i Tańca „Kielce” – polski zespół artystyczny, odwołujący się do muzyki ludowej, tańca i folkloru. 
Od 1976 r. siedzibą zespołu jest Wojewódzki Dom Kultury im. Józefa Piłsudskiego w Kielcach. 
Obecnie zespół tworzy 30 osób. W jego skład wchodzi grupa tancerzy oraz kapela. 

## Historia
Zespół Pieśni i Tańca „Kielce” powstał w 1973 roku z inicjatywy ówczesnego prezesa Krajowego Związku Spółdzielni Zabawkarskich, Tadeusza Zawistowskiego. W trakcie swojej działalności zespół brał aktywny udział w wydarzeniach artystycznych miasta i województwa oraz pełniąc funkcję ambasadora tradycyjnej polskiej kultury występował na scenach Francji, Szwecji, Holandii oraz krajów byłego Związku Radzieckiego. W 1998 r. zespół zawiesił swoją działalność. 
Po 6 latach przerwy, w 2004 doszło do ponownego wznowienia działalności zespołu. 

## Repertuar
W repertuarze grupy znajduje się szereg polskich tańców narodowych, tj. polonezy, krakowiaki, mazury, oberki, kujawiaki etc. oraz suit - świętokrzyskiej, rzeszowskiej, krakowskiej, lubelskiej oraz łowickiej.

## Ważniejsze osiągnięcia

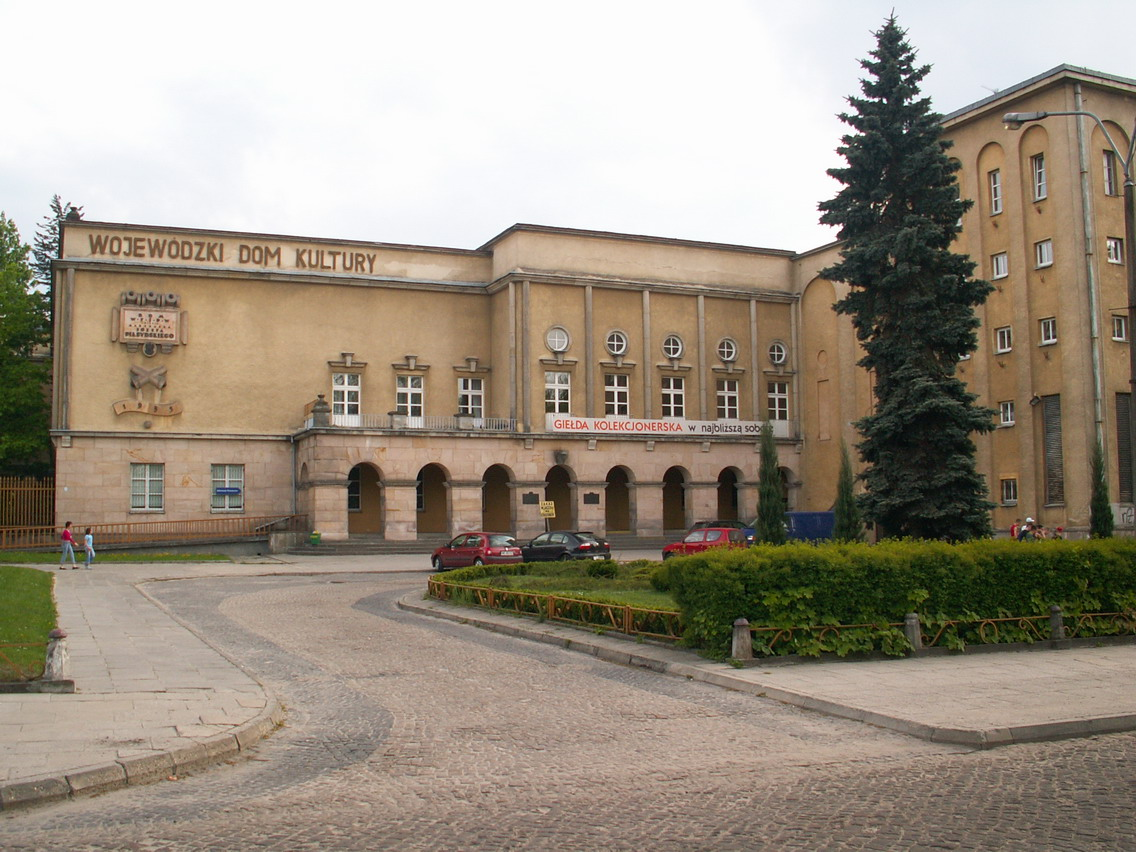
Wojewódzki Dom Kultury w Kielcach, ul Ściegiennego 2 - siedziba zespołu

- udział w projekcie „Jana Gajzlera ziemia uroczna, czyli Akwarelki Świętokrzyskie” Towarzystwa Kultury Teatralnej, Oddziału Okręgowego woj. Świętokrzyskiego
- I miejsce w plebiscycie Świętokrzyskie Nagrody Muzyczne „Scyzoryki 2010” w kat. etno/folk
- udział w widowiskach „Pozostały tylko ślady podków” oraz „Świętokrzyskie kraina pięknych koni”
- I miejsce w Ogólnopolskim Przeglądzie Ludowych Zespołów Tanecznych i Rękodzieła Ludowego, Kielce 2009’
- udział w Międzynarodowych Targach Turystycznych, Berlin 2011’
- udział w Węgiersko-Polskim Festiwalu Tradycji w Tokaju, Szabolcs i Budapeszcie w ramach obchodów dn. Św. Władysława
- udział w międzynarodowym festiwalu Citta Di Padova Folklore Festival, Padwa 2013’